# Madira, Syria
Madira (tiếng Ả Rập: مديرا) là một ngôi làng Syria nằm ở quận Douma, Rif Dimashq. Theo Cục Thống kê Trung ương Syria (CBS), Madira có dân số 4.303 người trong cuộc điều tra dân số năm 2004.